# Рябовка (Сумская область)
Рябовка (укр. Рябівка) — село в Дерновском сельском совете Тростянецкого района Сумской области Украины.
Код КОАТУУ — 5925082002. Население по переписи 2001 года составляло 40 человек. На 2021 год постоянное население составляет 3 человека.
На околице с. Рябивка, в урочище Бобер, обнаружено поселение и могильник раннего железного века, а в урочище Графская купальня — поселение бронзового, раннего железного века, раннего средневековья.

## Географическое положение
Село Рябовка находится на правом берегу реки Ворсклица, выше по течению на расстоянии в 1 км расположено село Дерновое, ниже по течению на расстоянии в 5 км расположено село Ницаха, на противоположном берегу — сёла Тарасовка (Великописаревский район) и Крамчанка (Великописаревский район). Река в этом месте извилистая, образует лиманы, старицы и заболоченные озёра.